# Silvia Dimitrov
Silvia Dimitrov (* 20. Januar  1978) ist eine frühere deutsche Eiskunstläuferin.

## Biografie
Silvia Dimitrov lief als Paarläuferin für den Chemnitzer EC, seit 1994 zusammen mit Rico Rex. Das Paar erreichte als bestes internationales Ergebnis den 8. Rang bei den Europameisterschaften 1996. Silvia Dimitrov beendete 1997 verletzungsbedingt ihre Paarlaufkarriere. Sie lief später in der Chemnitzer Formation Skating Mystery mit. Heute arbeitet sie als professionelle Tänzerin.

## Erfolge/Ergebnisse (Paarlauf)

### Weltmeisterschaften
- 1995 – 18. Rang – Birmingham
- 1996 – 14. Rang – Edmonton
- 1997 – 13. Rang – Lausanne

### Europameisterschaften
- 1995 – 11. Rang – Dortmund
- 1996 – 8. Rang – Sofia

### Deutsche Meisterschaften
- 1995 – 3. Rang
- 1996 – 2. Rang

## Erfolge/Ergebnisse (Synchronlauf)

### Deutsche Meisterschaften
- 1999 – 6. Rang (mit Skating Mystery)
- 2000 – 7. Rang